# Metz-le-Comte
Metz-le-Comte – miejscowość i gmina we Francji, w regionie Burgundia-Franche-Comté, w departamencie Nièvre.
Według danych na rok 1990 gminę zamieszkiwało 168 osób, a gęstość zaludnienia wynosiła 12 osób/km² (wśród 2044 gmin Burgundii Metz-le-Comte plasuje się na 743. miejscu pod względem liczby ludności, natomiast pod względem powierzchni na miejscu 693.).